# Couma utilis
Couma utilis ist eine Pflanzenart in der Familie der Hundsgiftgewächse aus der Unterfamilie der Rauvolfioideae aus dem nördlichen Brasilien, Kolumbien und Venezuela.

## Beschreibung
Couma utilis wächst als meist halbimmergrüner Baum bis etwa 15–20 Meter hoch, oder seltener als kleiner Strauch. Der Stammdurchmesser erreicht 60–80 Zentimeter. Die braune, dicke Borke ist relativ glatt. Der Baum führt einen Milchsaft.
Die einfachen, kurz gestielten, leicht ledrigen und kahlen Laubblätter sind gegenständig oder wirtelig, zu dritt bis viert. Der kurze Blattstiel ist bis 1 Zentimeter lang. Die ganzrandigen, elliptischen bis verkehrt-eiförmigen, abgerundeten bis rundspitzigen oder spitzen Blätter sind 6–12 Zentimeter lang und 3–6 Zentimeter breit. Die Blattbasis ist keilförmig und herablaufend. Die Nebenblätter fehlen.
Es werden achselständige, zymöse, doppeldoldige und langstielige Blütenstände gebildet. Bei der Dolde und den Döldchen sind Tragblätter ausgebildet. Die weiß-rosa oder -violetten und fünfzähligen, gestielten und zwittrigen Blüten besitzen eine doppelte Blütenhülle. Der Kelch ist klein und fünfzipflig. Die Krone ist stieltellerförmig verwachsen mit ausladenden, länglichen bis verkehrt-eilanzettlichen, bis 8 Millimeter langen Zipfeln. Es sind 5 fast sitzende Staubblätter, mit pfeilförmigen Antheren, in der oberen, 8 Millimeter langen, schmalen und grünlichen Kronröhre ausgebildet. Der einkammerige Fruchtknoten ist halboberständig, mit einem relativ kurzen Griffel mit einem kleinen Griffelkopf (Clavuncula) mit zwei Narbenästen. 
Es werden rundliche bis 3–4,5 Zentimeter große, grüne und zur Reife bräunliche, weiche, vielsamige, ledrige, kahle Beeren (Panzerbeere) an langen Stielen gebildet. Die vielen, 4–6 Millimeter großen, elliptischen bis eiförmigen Samen in der gelblich-bräunlichen, cremigen Pulpe, sind weich und flach.

## Taxonomie
Die Erstbeschreibung des Basionyms Collophora utilis erfolgte 1830 durch Carl Friedrich Philipp von Martius in Buchn. Rep. Pharm. 35: 186. Die Umteilung in die Gattung Couma erfolgte 1860 durch Johannes Müller Argoviensis in C.F.P.von Martius & auct. suc. (eds.), Fl. Bras. 6(1): 19. Weitere Synonyme sind Couma dulcis Spruce ex Müll.Arg. und Couma multinervis Monach.

## Verwendung
Die Früchte sind essbar, sie sind bekannt als Sorva oder Sorvinha. Die Früchte werden meist noch grün, unreif geerntet, dann sind sie noch fest.
Der süßliche Milchsaft wird als Kaugummi oder als Milchersatz sowie in Drinks oder zum Abdichten von Booten, Kanus verwendet. Er wird auch medizinisch verwendet.
Das wenig beständige, relativ leichte Holz wird für einige Anwendungen genutzt.